# Catedral de la Inmaculada Concepción (Cuenca)
La Catedral Metropolitana de la Inmaculada Concepción de Cuenca, también llamada Catedral de Cuenca, o Catedral Nueva, es una iglesia católica ubicado en la ciudad de Cuenca, Ecuador. De estilos románico, gótico y renacentista con tres cúpulas que sobresalen del tejado, está inspirada en la Basílica de San Pedro en Roma. La construcción comenzó en 1885 y terminó alrededor de 100 años después en la década de 1980. Es uno de los más grandes atractivos arquitectónicos del país junto a la Basílica del Cisne en la provincia de Loja y la Basílica del Voto Nacional en Quito. Tiene un aforo de unas 8000 personas en su interior y atrae a cientos de devotos católicos diarios y visitantes.
Los planos del templo los realizó Juan Bautista Stiehle con 105 metros de largo y 43.5 metros de ancho; la altura de la cúpula central es de 53 metros y su diámetro es de 12 metros, y cuenta con una cripta de 96 metros de largo, 12 de ancho y 4 de alto, con capacidad máxima para tres mil personas. Las dos torres frontales en un principio llevaban también cúpulas, pero por distintos fallos arquitectónicos no fueron construidas. La construcción estuvo supervisada por diversos obispos, empezando por Miguel León Garrido.

## Historia

### Iglesia de "El Sagrario" o "Catedral Vieja"
Esta Iglesia es un antecedente para la posterior construcción de la Catedral de la Inmaculada Concepción de Cuenca. El Coronel Gil Ramírez Dávalos fundó la ciudad Santa Ana de los Ríos de Cuenca, el 12 de abril de 1557 bajo la órdenes del Virrey Andrés Hurtado de Mendoza. En 1565 se decide la ubicación final de esta iglesia, en el Centro Histórico de la ciudad. el desarrollo de este proyecto fue impulsado con el apoyo económico del Virrey. Los materiales usados en su construcción fueron simples y de fácil acceso, como piedras y arena de ríos aledaños a la ciudad, madera, además de ladrillo y caliza obtenidos de los primeros hornos creados. La catedral contó con varias transformaciones y remodelaciones a través del tiempo; en el año 1935 se realizaron los últimos trabajos en la torre y en la fachada frontal.

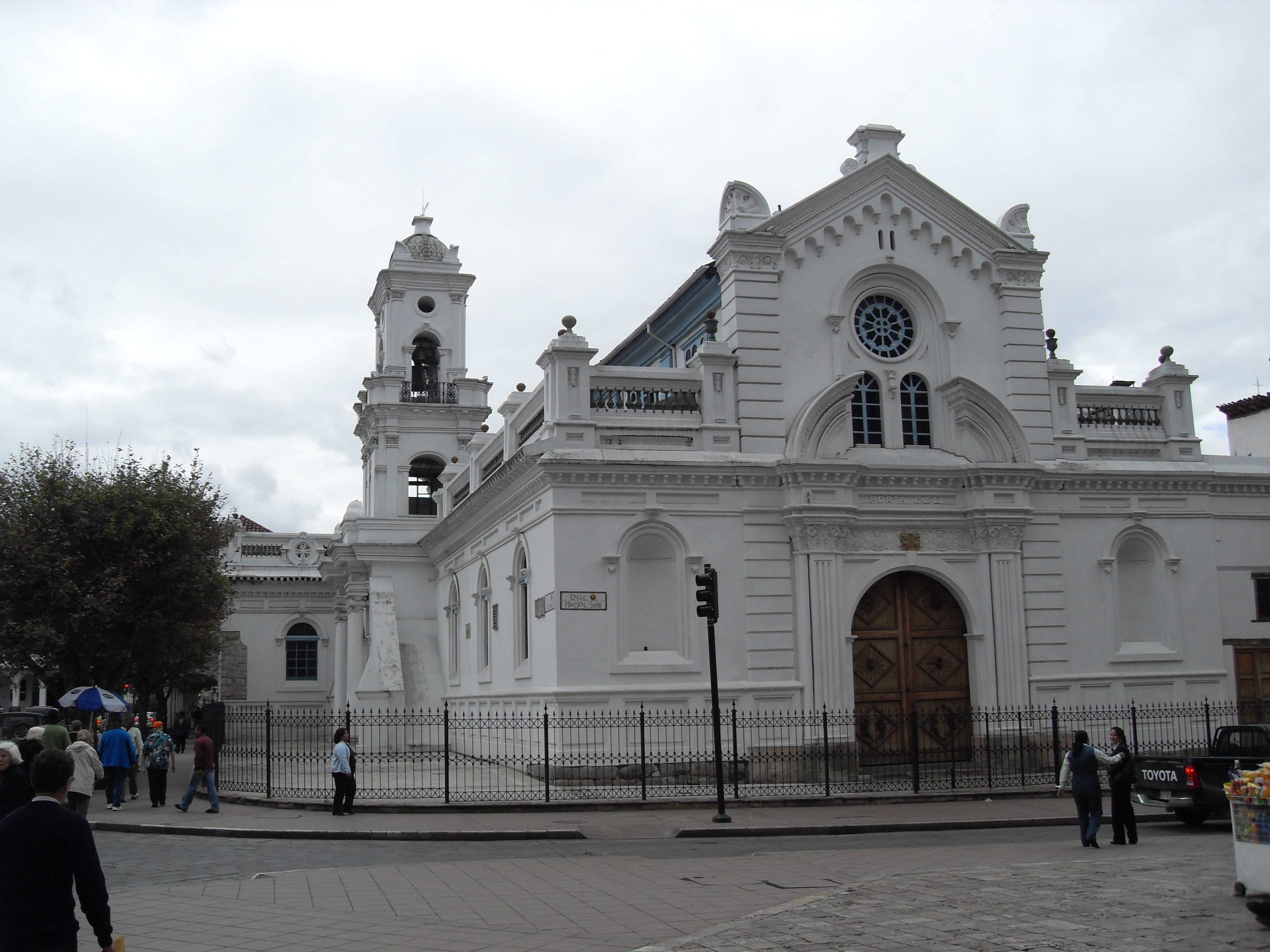
La antigua Catedral de Cuenca es uno de los edificios más antiguos de Cuenca.

Durante los primeros años de la fundación de Cuenca, existía un obispado que abarcaba toda la provincia de Quito, y que tenía su sede en esa ciudad. La ubicación del obispado en esa época complicaba la fluida comunicación con los feligreses del sur del país; por esta razón se creó el obispado de Cuenca en 1779 con sede en la Iglesia de "El Sagrario", y el obispado comprendía a las provincias de Azuay, Loja y Guayas; aunque posteriormente la provincia del Guayas se separó en 1838 y Loja en 1862.
La erección del obispado de Cuenca se consolidó el 2 de abril de 1786.
En 1779, se expide la Cédula Real por Carlos III, en donde se estableció la creación del Obispado en Cuenca, lo que exigía a la construcción de un templo en calidad de Catedral. Sin embargo, no se concretaría un proyecto para la construcción de una Catedral, debido a la existencia de la iglesia "El Sagrario". Es así que el recién creado capítulo catedralicio se instala en este templo.

### Proyecto para la creación de la Catedral de la Inmaculada Concepción de Cuenca
Remigio Estévez de Toral fue designado como el Obispo de Cuenca en 1860, y durante su periodo como Obispo existieron varios problemas en torno al uso del mismo templo como Iglesia parroquial y como Catedral. Una de las soluciones fue cambiar la sede parroquial a la iglesia de la Compañía, templo jesuita abandonado. Sin embargo, este templo había sufrido muchos daños por diferentes sismos y el nulo mantenimiento. Debido a estos problemas, se decide la creación de la Catedral y el 9 de marzo de 1872, el obispo Estévez de Toral y el cabildo eclesiástico lo publican en un decreto oficial.
El 6 de diciembre de 1872 fueron asignadas 40 varas de terreno para la creación de la Catedral entre las actuales calles Mariscal Sucre, Simón Bolívar, Benigno Malo y Padre Aguirre. En 1874 el Obispado de Cuenca recibe el comunicado del Papa Pío IX, aprobando la construcción y enviando una asignación de 500 pesos. Los primeros que apoyaron este proyecto fueron los padres Redentoristas, ofreciendo la ayuda del Hermano Juan Stiehle como arquitecto del proyecto. En 1885, se nombra a Miguel León Garrido como el nuevo Obispo de Cuenca, debido a la muerte de Estévez de Toral en 1883, y posteriormente se daría el comienzo definitivo a la construcción de la Catedral la Inmaculada Concepción de Cuenca.

## Construcción de la Catedral
El proceso en sí de la construcción abarcó un lapso de, aproximadamente, 85 años. Esto debido a que hubo períodos en los que se dieron problemas con la financiación del proyecto. A continuación se presentan los sucesos más importantes.

### Años 1885 a 1900
Miguel León Garrido, quien fue el noveno Obispo de Cuenca, dio inicio a los trabajos de construcción el 2 de octubre de 1885, ordenando la apertura de los cimientos. El 25 de octubre del mismo año, comienza la obra de manera formal, para lo cual hubo contribución de todos los habitantes de la ciudad a través de mingas. El Hermano Juan dirige desde ese mismo mes las obras de excavación para dichos cimientos, aunque todavía no terminaba los planos definitivos de la Catedral.
Una de las primeras partes que se comenzó a construir fue la Cripta de la Catedral, para la cual fue indispensable el desagüe de las aguas lluvias, depositadas en la excavación. Debido a que los trabajos en el sitio fueron aumentando de manera acelerada, se contrata a Ronualdo Bernal el 1 de diciembre de 1885 para que este le ayude al Hermano Juan en la dirección de la obra. No fue sino hasta un año después, el 12 de diciembre de 1886, cuando se coloca la primera piedra de la Catedral.
Para obtener más ingresos para la construcción, el Capítulo Catedralicio ordenó el 18 de febrero de 1887 que el 10 % de la renta de cada canónigo sea destinado para este propósito. Además, gran parte de las herramientas y materiales que se necesitaban para continuar la construcción no existía en el Ecuador y tenían que ser importadas desde Europa. Por este motivo, el 15 de agosto de 1887, se encomienda a Carlos Ordóñez que traiga a la ciudad varios elementos para la construcción, ya que él viajaba al exterior por motivo de negocios constantemente.

### Años de 1901 a 1918
En el año 1901 hubo escasez de materiales y dinero, por lo que la construcción continuó con materiales que habían sido pagados anticipadamente y con la colaboración voluntaria de la gente. El 5 de junio de 1903 por los problemas económicos, se interrumpió la construcción de la Catedral. Manuel María Pólit sería el obispo de Cuenca desde 1908 y trató de adelantar la construcción. Debido a la realidad económica, Pólit presentó la idea de construir la catedral con un modelo menos ambicioso; este plan fue presentado ante los párrocos y miembros del Capítulo Catedralicio, quienes prefirieron continuar con el modelo original.
En el año de 1918, el Arzobispo de Quito, Federico González Suárez murió y el obispo Pólit fue nombrado para remplazarlo, llevando a Quito un informe que detallaba los avances de la construcción durante los diez años que fue obispo de la ciudad de Cuenca.

### Años 1918 a 1953
El 12 de marzo de 1918, se nombra a Daniel Agustín Hermida Ortega como el nuevo obispo de Cuenca y duraría 53 años en el cargo. Desde 1924 hasta 1930, los canónigos, A. Ortega y Muñoz y el procurador Isaac Peña colaboraron en la construcción. durante la obra se construyeron hornos en propiedades de la iglesia en el sector de Gapal debido a la creciente demanda de ladrillos. En 1941 empezó la construcción del atrio de la catedral con el albañil Pascual Lojano, quien murió el mismo año y la construcción del atrio pasó a las manos de Luis Antonio Chicaiza en 1942. Desde 1942 hasta 1950 se da la ornamentación de gran parte de la catedral, pero existen problemas para la construcción de la cúpula mayor que nesecitaría una estructura más resistente, y posteriormente se contaría con azulejos traídos de Checoslovaquia, para la decoración.

### Años 1954 a 1967
El 13 de noviembre de 1954 se realiza el primer acto público en el interior de la catedral que todavía no estaba terminada; se celebró la consagración episcopal de Manuel Serrano Abad. En el mismo año se completaría la parte interior con la colocación de mármol italiano en el suelo. El 28 de septiembre de 1956 muere el obispo Daniel Hermida y se nombra como nuevo obispo a Manuel de Jesús Serrano Abad, quien se posesiona el 9 de enero de 1957. Las construcciones seguirían y en 1964, muere Luis Antonio Chicaiza, quien había servido 22 años a la realización de la obra, luego sería reemplazado por Vicente Bravo.
El obispo Serrano consiguió en Europa el Cristo principal (elaborado por el escultor español Rafael Planas), el Tabernáculo de madera de cedro para el altar mayor y la estatua de Santa Ana. El 22 de mayo de 1967 se coloca la estatua de bronce de Santa Ana Patrona de Cuenca en el frente de la catedral y seis días después se consagra la Catedral de Cuenca a la Virgen María Inmaculada en el IV congreso nacional Eucarístico en presencia del delegado pontificio cardenal Julio Dophër, arzobispo de Múnich.

### Años 1968 a 1994
La Catedral era usada solo en acontecimientos especiales hasta que el 1 de noviembre de 1970 se traslada definitivamente el Capítulo a la Sala Capitular de la nueva catedral. El arzobispo Serrano Abad muere el 21 de abril de 1971, luego de esto se harían ciertos trabajos internos a la catedral. el 20 de julio de 1971, Ernesto Álvarez es nombrado como el nuevo obispo de la ciudad. En 1973 se presiona al nuevo obispo para que solicitara fondos al Gobierno Nacional para la culminación de las torres de la catedral, ya que la asignación que percibían fue eliminada en el gobierno de Rodríguez Lara. Sin embargo, el obispo se opone ya que el gobierno ya había extendido una asignación para el arreglo de templos debido al sismo de 1970.
La muerte de los tres últimos canónigos: Adolfo Polo, Néstor Durán y Miguel Cordero desaparece el Cabildo Eclesiástico de Cuenca, quedando inconclusa la Catedral. Luego el arquitecto Gastón Ramírez Salcedo, propone un nuevo proyecto para la construcción de las torres; en el año 1978 se aprueba que DITURIS construya la torre norte con el compromiso de la Curia de conseguir fondos para la construcción de la torre sur.
Al no existir los resultados esperados, en 1981 se designa como nuevo arzobispo de Cuenca a Monseñor Alberto Luna Tobar, quien dedicaría su cargo a la realización de obras sociales. Ramírez, presentó en agosto de 1988 un informe para la culminación de la obra, el cual proponía la culminación total para el año 1992.

## Zonificación
La zonificación es una distribución más o menos generalizada de los espacios de la Catedral por zonas. Esto se explicará en sentido horizontal y, luego, vertical:
- Zona de acceso: accesos y vestíbulos.
- Zona de culto: nave central, naves laterales, coros y presbiterio.
- Zona complementaria al culto: sacristía y sala capitular.
- Zona de vivienda: tiendas, departamentos de religiosas: guardianas de la catedral y misioneras.
- Zona de sepultura: cripta.[2]

## Descripción de espacios
La Catedral de Cuenca tiene espacios que son comunes en otras iglesias, aunque también tiene algunos que son únicos, ya que es la Iglesia del Obispo de la ciudad. A continuación se describen cada uno de los espacios existentes:

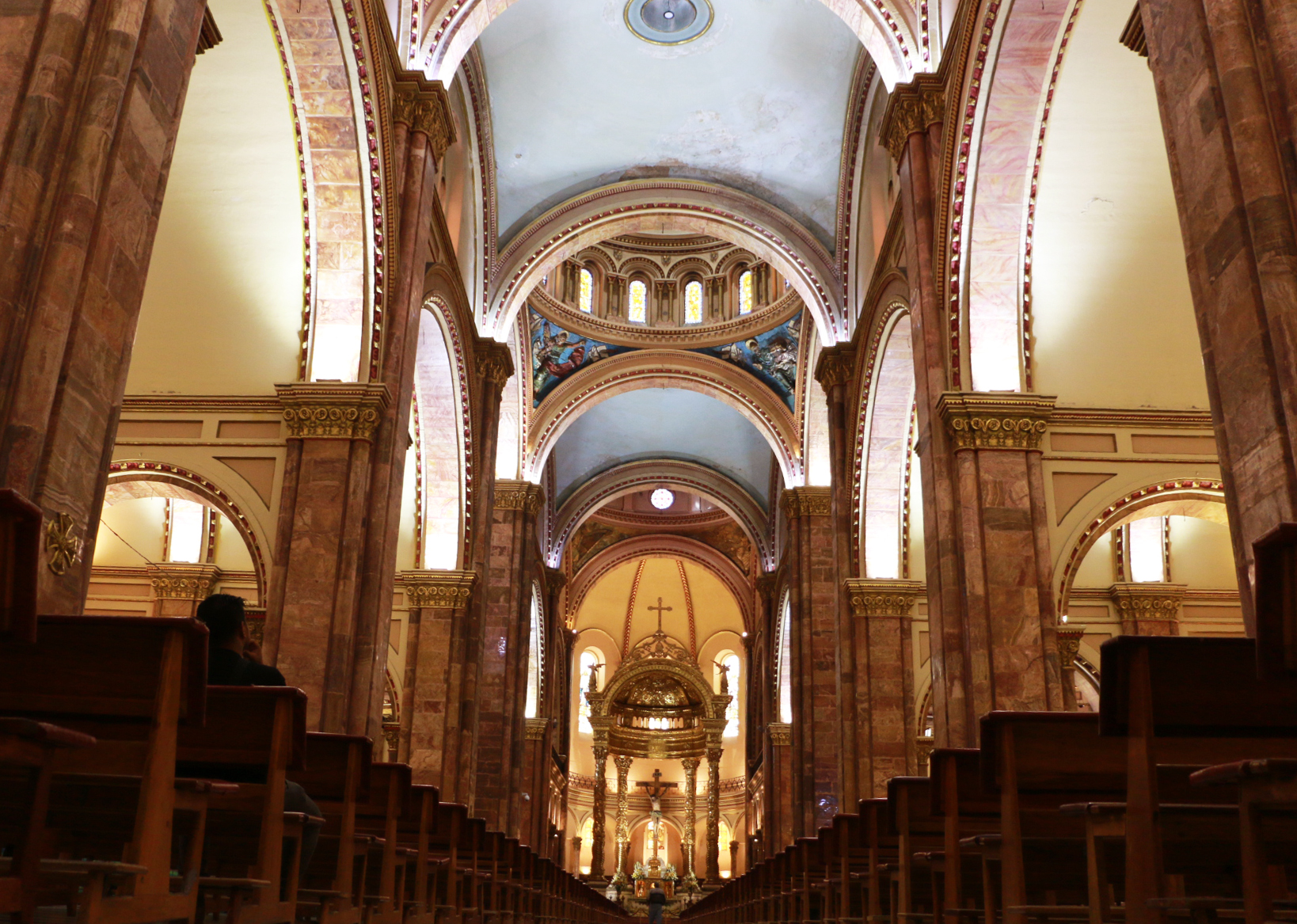
Nave Central de la Catedral

### Nave central
Este es el espacio de mayor dimensión, en el cual se congregan los fieles que van a participar de las distintas ceremonias misas. Limita con las Naves Laterales por las columnas de la estructura misma del edificio. Estas últimas están dispuestas equidistantemente entre sí, y simétricamente con respecto al centro. Además, están unidas por arcos de medio punto (lo cual es una característica de la arquitectura Románica). Tiene un límite virtual hacia el oeste con el Presbiterio por la diferencia de nivel.
Una vez en el interior de la Catedral, existe la sensación de ser diminuto, ante la amplitud del espacio de la Nave Central. Además, la poca luz que se filtra por los vitrales propicia un ambiente favorable a la meditación y la reflexión.

### Naves laterales
Existen dos, las cuales están ubicadas simétricamente a los lados de la Nave Central. Por esta razón, limitan con el exterior por los muros que forman el cuerpo del edificio. Además, ambas tienen características similares. Comparándolas con la Nave Central, tienen una altura inferior, aunque mantienen la misma profundidad. Sus bóvedas tienen un estilo de cañón, las cuales se asientan sobre columnas unidos por arcos románicos que complementan la estructura del edificio. Entre las columnas que sobresalen de los muros, se forman unos espacios (hornacinas), que albergan los altares laterales.
La función principal de estas Naves es la de circulación, ya que, cuando hay ceremonias de alta concurrencia, estos espacios son ocupados por los fieles, aumentando la capacidad total de congregación de la Catedral.

### Altares laterales
Existen once altares ubicados en las Naves Laterales. Se encuentran en las hornacinas (formadas por las columnas y las paredes que las dividen), espacios diseñados con esta finalidad. Dichos altares responden a la fe del pueblo cuencano, levantados a diferentes santos a los cuales se les profesa devoción. Cada uno de ellos tienen diferentes características:
- Altar de Santa Marianita: elaborado con mármol cuencano, fue diseñado y construido por el artesano cuencano César Quishpe. Está constituido por volúmenes regulares que están dispuestos unos sobre otros, formando un pedestal sobre el cual se asienta la escultura de la Santa. Sobre el pedestal se eleva un nicho coronado por un arco de medio punto, con lo que se observa una integración del altar con la arquitectura del templo. Cada 26 de mayo se celebra una misa en su honor.[2]
- Altar del Santísimo: uno de los altares más visitados de toda la Catedral. Es el segundo altar en importancia y aquí se celebra una misa diaria, y pasa expuesto el Cristo de la Eucaristía. Construido en mármol, y forma tres volúmenes de diferentes dimensiones que sirven de base. Sobre estos se levanta una arquería que sostiene tres arcos retranqueados, formando un nicho que alberga el conjunto escultórico que representa a la Santísima Trinidad. Todo este conjunto es de origen colonial, pasado de la Catedral Vieja a la Nueva.[2]
- Altar del Señor de la Buena Esperanza: junto con el Altar del Santísimo y el de la Dolorosa fueron los primeros altares colocados en la Catedral antes de su consagración. De igual manera que con el Altar del Santísimo, fue trasladado de la Catedral Vieja a la Nueva. Este altar tiene un estilo diferente del resto, pues mezcla elementos góticos con barrocos (arcos ojivales, columnas salomónicas, líneas curvas, etc.).[2]
- Altar de la Dolorosa: este se diferencia del resto de altares por su construcción en madera, decorado con líneas de pan de oro. Fue realizado por artesanos quiteños. Está formado por columnas de sección circular asentadas sobre un pedestal. El cuadro de la Virgen Dolorosa se encuentra en un nicho, rematado por un friso. Este nicho está formado por cuatro columnas, unidas por arcos de medio punto, y una concha. Este altar está coronado por una especie de espadaña formada por tres arcos rebajados. Cada 20 de abril se celebra una misa en honor a la Virgen Dolorosa.[2] Al lado izquierdo hay una pequeña placa de mármol en memoria del arquitecto Sthiele y cuenta con un cuadro de los planos originales. Además, después de una restauración en la iglesia de El Sagrario, se trasladó hasta este altar la maqueta de madera, también del proyecto completo.
- Altar de Santa Ana: construido en mármol, fue diseñado y elaborado por el artesano cuencano César Quishpe. Formado por un pedestal de volúmenes rectos, sobre el cual se ubica un nicho cubierto por arcos de medio punto que alberga la escultura. Aquí no se celebra ninguna misa, ya que es la Patrona de la ciudad, y su misa se la realiza en el Altar Mayor el 26 de julio de cada año.[2]
- Altar del Hermano Miguel: otro altar diseñado y construido en mármol por Quishpe. Se le instaló en la Catedral el 30 de octubre de 1977, fecha de beatificación del Santo cuencano. Su estatua fue elaborada en Roma. El altar como tal, lo forman dos arcos de medio punto unidos con columnas retranqueadas, asentados sobre un volumen regular que sirve de base. Cada 9 de febrero se celebra una misa en su honor.[2]

### Transepto
Este espacio comprende la unión de las Naves Laterales con la Nave Central casi al final de estas. Específicamente, es el espacio transversal que constituyen los brazos de la cruz latina que se forma de esta unión. El elemento más destacado de esta parte es el altar del Santísimo, el cual está ubicado en la Nave Norte. Además, en los extremos de los muros de este lugar, se ubican los rosetones y vitrales laterales, por los cuales se filtra la luz.

### Sacristía
Es el lugar donde se visten los sacerdotes para las celebraciones, y se guardan ornamentos, vasos sagrados y otros objetos pertenecientes al culto. Incluso en algunas celebraciones especiales, se realizan procesiones que se inician en este lugar. Está ubicada al lado sur del Altar Mayor, el cual es un espacio amplio y dividido en el centro por un vano en forma de un arco. Tiene un cielo raso plano y enmarcado con una cenefa, en la unión con las paredes.
Este espacio carece de decoración, como los otros espacios donde se realizan las celebraciones del culto. Además aquí se atiende al público que, diariamente, solicita algunos servicios de la Catedral.

### Sala capitular
Aquí se celebran las reuniones del Cabildo Catedralicio. En latín, la palabra cabildo significa "capítulo", y de allí viene el nombre de capitular. Está ubicada al lado norte del Altar Mayor. Actualmente, al no existir el Cabildo, se ha destinado este espacio a un pequeño Museo de acceso restringido donde se exponen:
- Pinturas de los Obispos de Cuenca.
- Algunos objetos antiguos de valor histórico religioso.[2]

### Vivienda
En la parte posterior del templo, se distingue una casa con cubierta de teja que rodea al ábside, y se adosa al resto del edificio. Tiene hileras superpuestas de puertas y ventanas, con una marcada horizontalidad reforzada por cornisas y marcapisos. Su fachada está rematada por una balaustrada y un tímpano, elementos característicos de una arquitectura de influencia renacentista.
En la parte baja, existen tres tiendas, en las cuales se realizan actividades comerciales, independientes de las eclesiásticas. Dichas tiendas están en arriendo, y los fondos obtenidos sirven para la manutención de las religiosas, quienes llevan a cabo labores de mantenimiento en la Catedral. En la parte alta, existen dos departamentos, uno a cada lado del ábside. En el departamento Norte, residen las religiosas que se encargan del mantenimiento del templo. En el departamento Sur, residen las hermanas que se dedican a actividades misioneras.

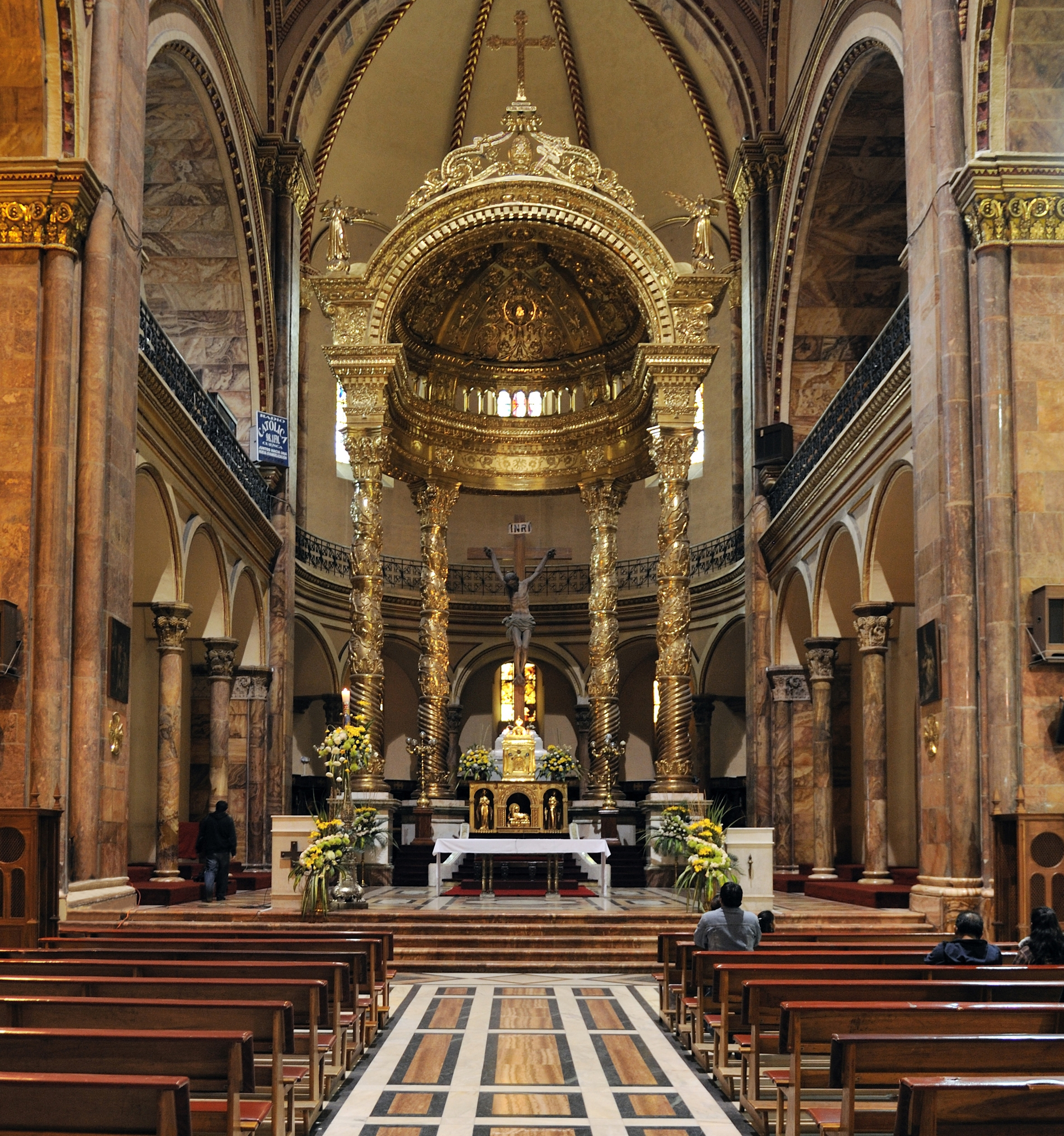
Presbiterio de la Catedral

### Presbiterio
Es el espacio donde se realizan las ceremonias del culto religioso. Se ubica en la parte central posterior de la iglesia. Con relación al piso de las Naves, tiene un nivel elevado, creando así una separación virtual con la Nave Central. Está cubierto por una cúpula (sobre el altar), y una semicúpula (sobre el ábside). Aquí se encuentran: 
- Altar mayor: contiene el Altar del sagrario, el baldaquino, y el altar principal.
- Coro de los Canónigos: que está en el ábside.[2]

A continuación, se describirán cada uno de estos espacios:

#### Altar del Sagrario
Elaborado en madera y recubierto en pan de oro. Se ubica sobre una escalinata de mármol de Carrara con mármol cuencano. Contiene nichos interiores, en los cuales están tres esculturas de gran belleza y sencillez. Sobre este altar se asienta el tabernáculo de madera de cedro, traído de Europa. Finalmente, se complementa con un Cristo de color algo moreno, hecho en España, y adquirido por Manuel de Jesús Serrano Abad, en 1963.

#### Baldaquino
Este es el principal elemento que se destaca del interior de toda la Catedral. Está hecho en madera de cedro, y tallado y bañado totalmente con pan de oro. Su forma imita al baldaquino de la Basílica de San Pedro en Roma. Su construcción se encargó a los salesianos, y fue el padre Carlos Crespi quien trajo al hermano Pedro Gazzoli para que lo ejecutase. Las placas de oro laminado fueron adquiridas en Alemania.
Sobre unas bases de mármol se levantan cuatro grandes columnas salomónicas, decoradas en tres niveles:
- El primer nivel, con un acordamiento en espiral.
- Los dos siguientes, con ramas o motivos vegetales.[2]

Todo esto termina con capiteles corintios. Sobre estos se asienta unos segundos capiteles que se unen entre sí por una cornisa. Finalmente, se asienta una semicúpula, decorada por una serie de líneas curvas. Este baldaquino tiene una altura aproximada de veinte metros, coronado por dos esculturas de ángeles triunfantes a los lados del arco y en el centro con una cruz.

#### Altar mayor
Ubicado a pocos metros delante del Altar del Sagrario. Es una mesa construida a base de doce columnas salomónicas de bronce, sobre las cuales se asienta una sola plancha de mármol de tres metros de largo. Fue diseñada por el arquitecto Gastón Ramírez S. (para el Congreso Eucarístico de 1967), y construida por el escultor Césas Quishpe, quien construyó también los ambones que se ubican a los lados del Presbiterio.

#### Coro de los Canónigos
En el ábside, alrededor del Altar Mayor, se concibe un espacio para los Canónigos, que son el grupo de prelados que forman el Cabildo Catedralicio, para asesorar al Obispo en su gobierno. En este espacio, se ubican unos asientos cuidadosamente diseñados y decorados. Su número depende de la cantidad de canónigos de la Diócesis, siendo veinte y uno en la Catedral. En la actualidad, no existe este Capítulo Catedralicio por la carencia de sacerdote. Una de las actividades de los canónigos en una Catedral es la de cantar las horas litúrgicas y participar de las celebraciones que el Obispo preside.

### Cripta
La cripta de la catedral se encuentra debajo de la nave central y tiene tres accesos: uno por la calle Aguirre, otro por la Sacristía y un tercero es en la calle Mariscal Sucre. La forma de esta cripta es la de un callejón largo con bóvedas funerarias a cada lado.
En la Cripta se encuentran sepultados algunos de los personajes ilustres de la ciudad de Cuenca como: Remigio Crespo Toral, Gral. Antonio Vega (la primera persona en ser sepultada allí), Fray Vicente Solano; al igual que obispos de la ciudad: Miguel León, Manuel María Política, Daniel Hermida, Monseñor Manuel Serrano Abad; y el constructor de la catedral: Luis Antonio Chicaiza.
La Cripta cuenta con 11 pequeños mausoleos, 192 bóvedas y 210 urnas para restos.

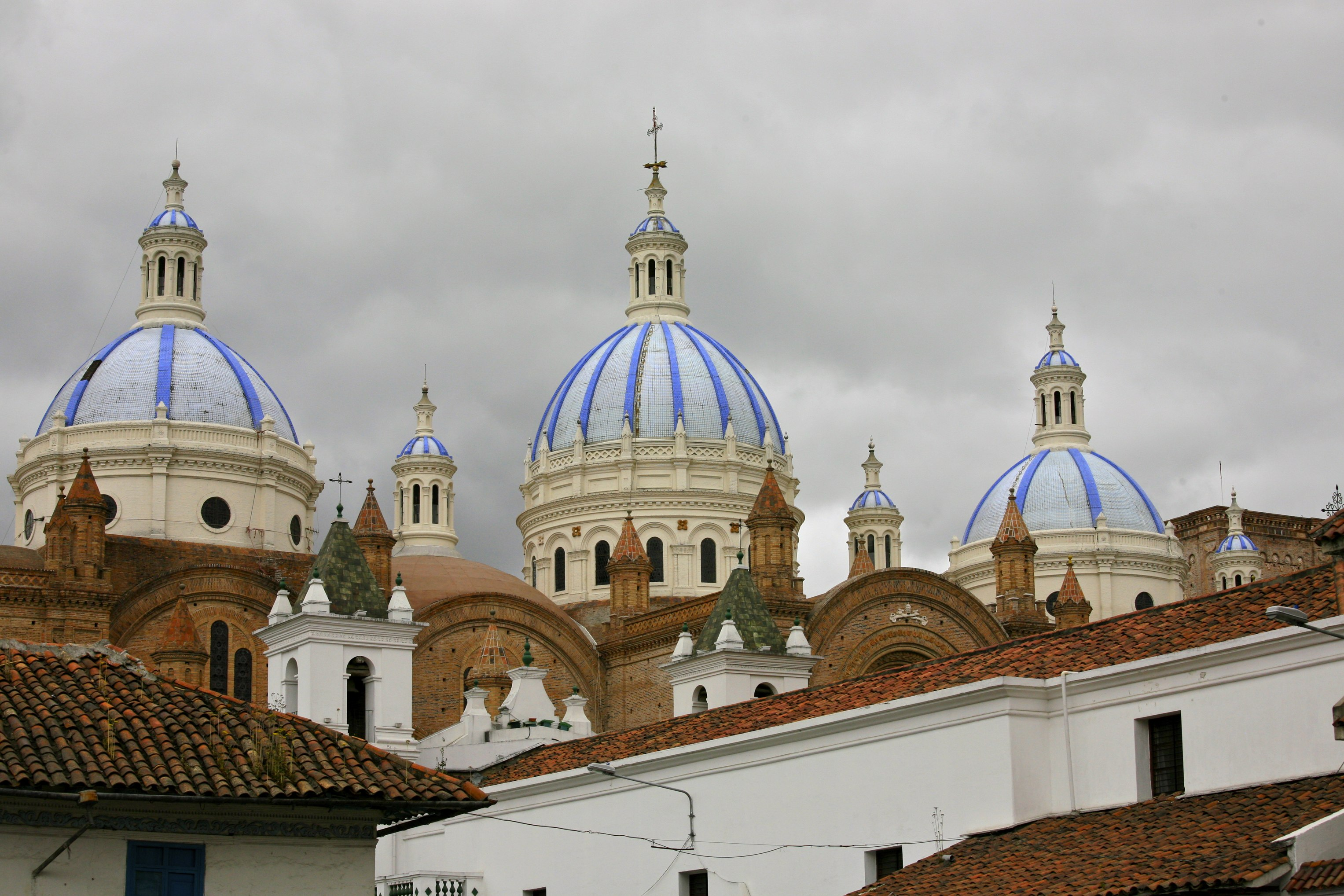
Cúpulas de la Catedral

### Cúpulas
La Catedral de Cuenca cuenta con seis cúpulas que se encuentran sobre el presbiterio y la Nave Central. Están divididas en tres altas y tres bajas que se intercalan en su ubicación. Todas las cúpulas cuentan con una linterna en el interior. Las tres cúpulas altas y una de las bajas están recubiertas por azulejo mientras las demás mantienen la estructura de ladrillo.
Las cúpulas altas tienen un estilo renacentista: la mayor está sobre el Crucero y tiene un diámetro interior de 12 metros con una altura de 53 metros.

### Terraza de Santa Ana
Sobre el Coro Este, entre las Torres, se ubica la Terraza. Este es un espacio amplio y abierto, que limita con a fachada principal por la balaustrada que la remata. En el centro se encuentra la escultura de Santa Ana, patrona de la ciudad de Cuenca. Por su ubicación, a una altitud de treinta metros sobre el nivel de la calle, la Terraza es un excelente mirador, y permite observar el paisaje urbano de la ciudad en todas direcciones.

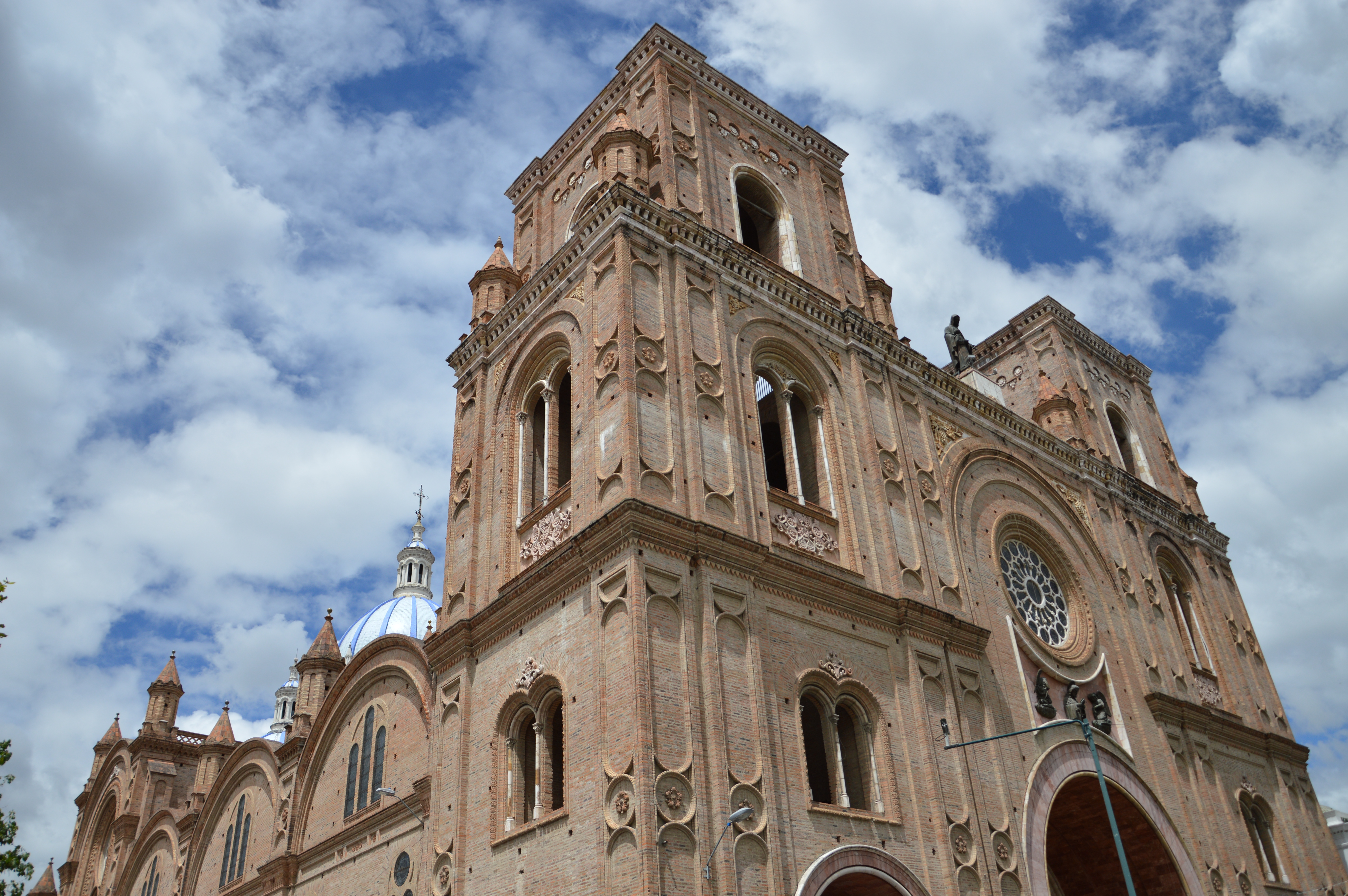
Torres de la Catedral

### Torres
Sobre los accesos laterales en la fachada frontal, destacan dos Torres: Norte y Sur. Ambas tienen características iguales: de base cuadrangular, y se ubican simétricamente con respecto al centro del arco de la fachada. Sin embargo, estas están inconclusas, pues faltan dos tramos y sus respectivas puntas. Las propuestas originales de estas partes que faltan son de características góticas.
En el interior, la directriz vertical domina el espacio, en el cual se abren grandes ventanas con arcos de medio punto. Todo esto armoniza con el resto del edificio. Además, las Torres fueron diseñadas para albergar las campanas, relojes y conectores verticales. Existe únicamente dos conectores, uno a cada lado, como acceso al Coro Este y a la Terraza de Santa Ana.

### Coros
Son tres espacios destinados a albergar a un número de personas para cantar en las diferentes celebraciones del culto: el Coro Este, el Coro Norte y el Coro Sur:
- Coro Este: ubicado sobre el acceso principal, tiene dos niveles (el bajo y el alto) que están comunicados por gradas. Está cubierto por una bóveda de cañón que le da una característica redondeada. Además, tiene un efecto multicolor por la luz que se filtra a través del rosetón principal de la Catedral. Desde aquí se aprecia una vista panorámica de todo el interior del templo. El acceso a este espacio es por la Torre Sur.[2]
- Coros Norte y Sur: ubicados a cada lado del Presbiterio. Tienen características similares: ambos están cubiertos por bóvedas de cañón, pero se diferencian en la dimensión, pues el Coro Norte tiene menos profundidad que el Coro Sur. Están comunicados por el Deambulatorio, que está en el ábside. Se acceden a ambos Coros por un conector existente en la Sacristía.[2]

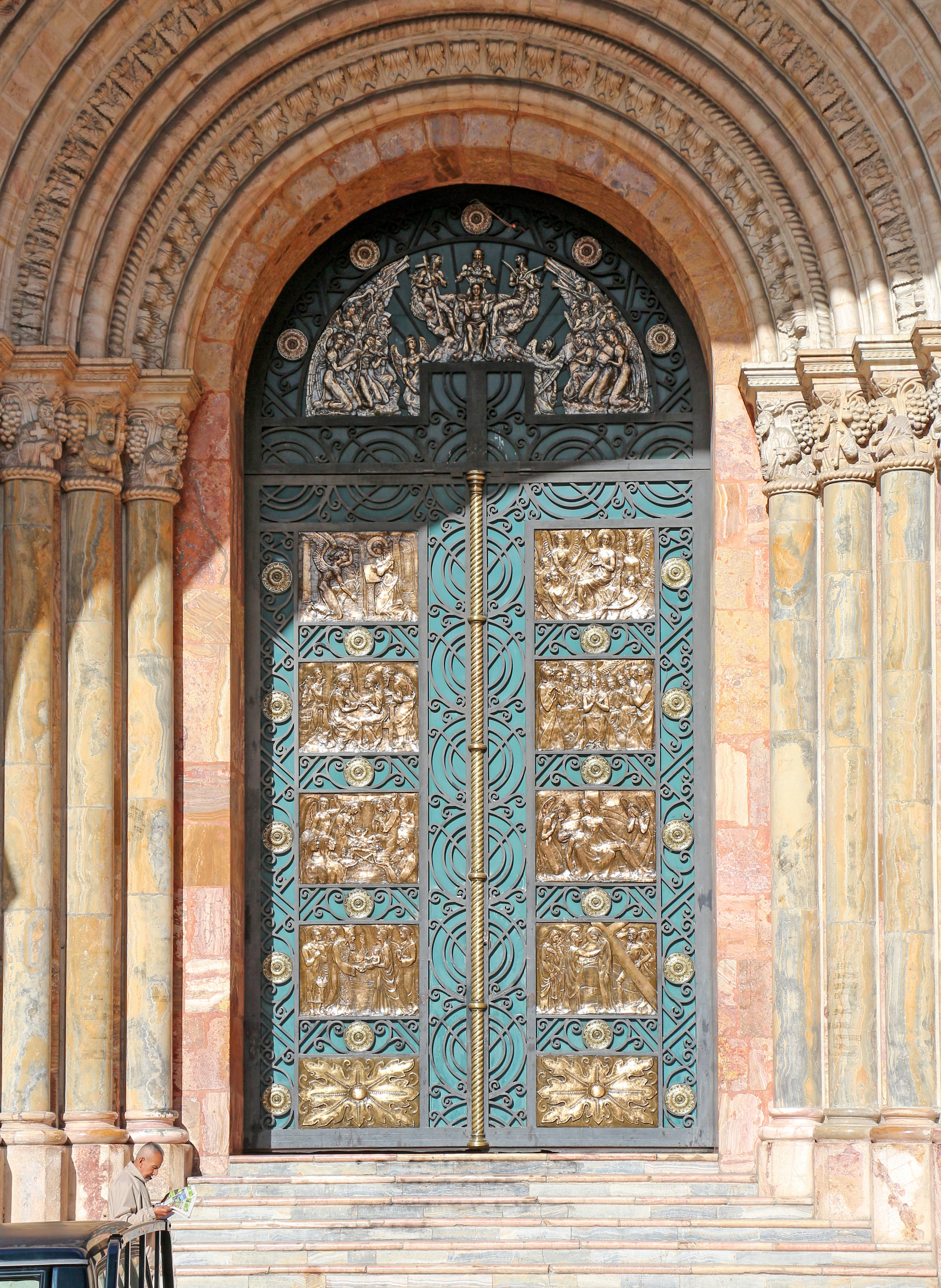
Acceso Principal de la Catedral

### Accesos
Existen, en total, cuatro accesos públicos a la Catedral: tres en la fachada principal, y uno en la elevación Sur:
- Fachada frontal: el grueso muro de esta fachada se abre por tres arcos, cada uno con su respectiva entrada al interior del edificio. 
  - El Acceso Principal está formado por seis arcos retranqueados decrecientes (a manera de archivolta). Las columnas que forman cada uno de los seis arcos están asentadas sobre una especie de pilastras, y se elevan hasta una misma altura, terminando en los capiteles decorados con motivos vegetales (racimos de uva) y los bustos de los doce apóstoles. El tímpano de este acceso forma parte de la puerta, construida en hierro y bronce, donde se han ejecutado ocho cuadros con motivos bíblicos. Los accesos de la fachada principal son espacios con características propias, pero semejantes entre sí.[2]
  - Los dos Laterales son de menor dimensión que el Acceso Principal. A diferencia de este, están formados por archivoltas de tres arcos más pequeños.[2]
  - El acceso lateral también tiene una estructura similar a la del Acceso principal. Tiene además la leyenda "Puerta Santa" en una de las hileras de la arquivolta. Al entrar por este acceso se accede directamente al espacio de misas en el Altar del Santísimo.

### Vitrales
Los vitrales complementan el diseño del interior del edificio, y tienen tres procedencias, lo que diferencia sus estilos y ejecuciones:
- Vitrales en el presbiterio: son claros y de coloración suave. Fueron fabricados en Alemania.[2]
- Vitrales ubicados en los extremos del transepto: de procedencia belga, al igual que los de las ventanas de las res Cúpulas Altas. Estos vitrales son de mayor colorido y de estilo gótico. Las divisiones de los vidrios son hechas de mármol, unidos con elementos de plomo. Esto produce que, en días soleados, se de un efecto de translucidez en la estructura.[2]
- Vitrales de las naves laterales y el rosetón de la fachada principal: construidos en la ciudad por la firma Álvarez González, y diseñados por Guillermo Larrazábal. Tienen temas nacionales y locales, son de estilo gótico, y revelan matices de vidrios quemados y viejos con los que se ejecutaron. Cabe resaltar que se han colocado en las ventanas sobre los Altares Laterales en grupos de tres: uno central (a manera de tríptico) y dos alegorías (uno a cada lado del central), cuya temática es alusiva a los santos de dichos Altares.[2]

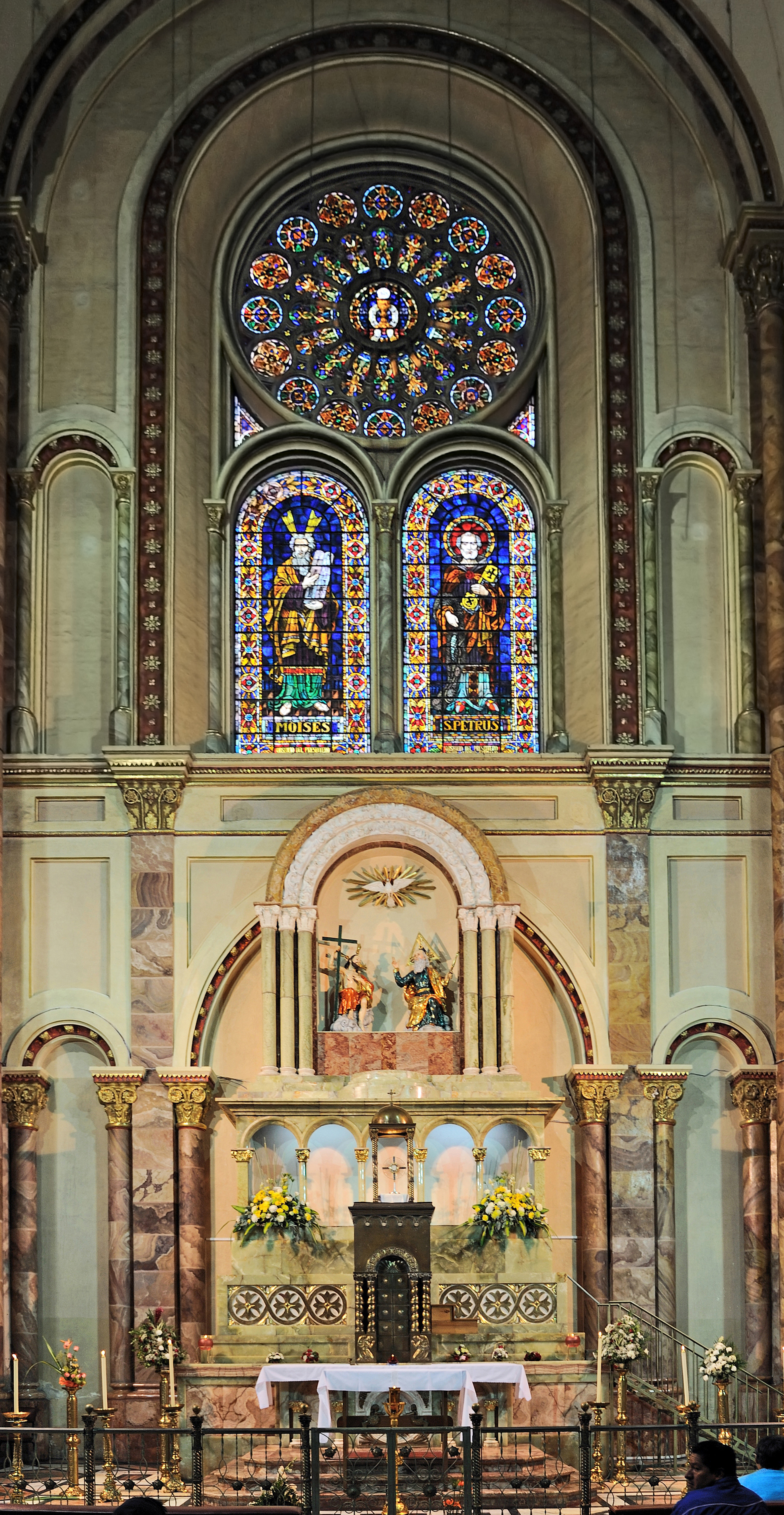
Vitrales de la Catedral

A continuación, se explican los distintos vitrales que existen:
- Vitrales alemanes:
  - La Inmaculada
  - María Madre
  - Corazón de María
  - Corazón de Jesús[2]
- Vitrales belgas:
  - Rosetón, Moisés y San Pedro
  - Rosetón, San Agustín y San Cristóbal[2]

- - Rosetón Principal (1958)
  - Alegoría de San José (1959)
  - Alegoría del Corazón de Jesús (1959)
  - Santa Marianita (1963)
  - Alegoría de Santa Marianita (1970)
  - Señor de la Buena Esperanza (1959)
  - Alegoría del Señor de la Buena Esperanza (1959)
  - La Dolorosa del Colegio (1960)
  - Alegoría de la Dolorosa del Colegio (1960)
  - Santa Ana (1969)
  - Alegoría de Santa Ana (1969)
  - Corazón de María (1969)
  - Alegoría del Corazón de María (1969)
  - Hermano Miguel (1962)
  - Alegoría del Hermano Miguel (1962)[2]

## Tecnología constructiva

### Métodos constructivos
La construcción de la Catedral, se la realizó con base en los planos originales, los cuales fueron diseñados y dibujados por el Hermano Juan, con pequeños cambios que se dieron en el proceso de edificación. La dirección de la construcción de la Catedral estuvo a cargo de sacerdotes y ejecutada por artesanos cuencanos y el pueblo en general a base de mingas. Además de las especificaciones técnicas detalladas en los planos constructivos, se suma el saber popular como un modo artesanal de construir, con un sentido común y una lógica adquirida por experiencia, habilidad y pericia de los obreros.
La Catedral usó sistemas artesanales propios de la época y del lugar. Un ejemplo de esto es el uso de andamios de madera unidos con sogas para levantar los gruesos y gigantescos muros del edificio. Todavía se pueden evidenciar agujeros en las paredes exteriores debido a dichos andamios. A continuación, se explican algunas soluciones constructivas que se aplicaron:

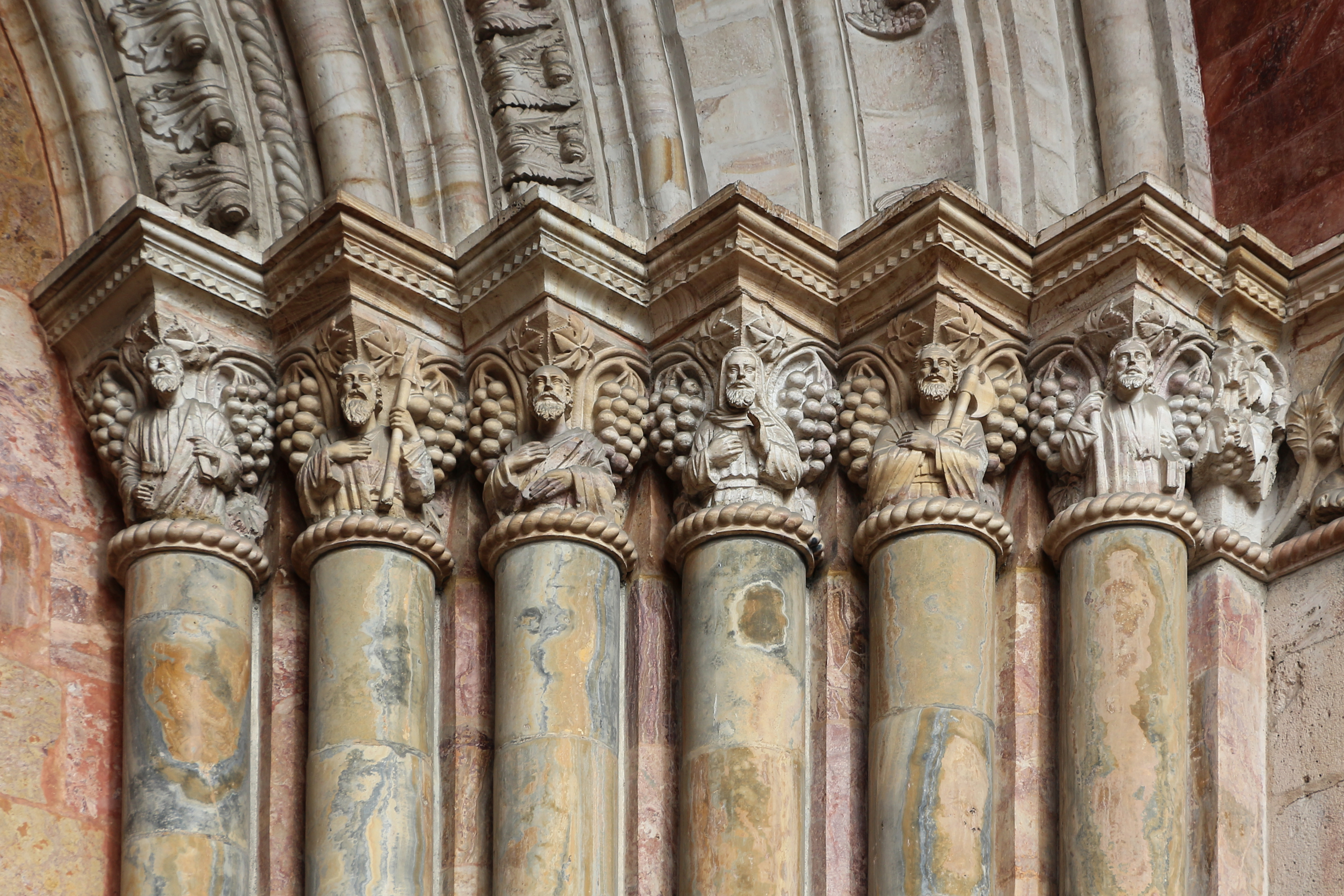
Detalle de las columnas y arcos de la Catedral

#### Arcos y columnas
Todo el conjunto de arcos está asentado sobre columnas de sección cruciforme, es decir, con cuerpos salientes para recibir los arcos. Esto aplica tanto a los arcos de refuerzo adheridos a las bóvedas (fajón), como en los que descansan las cúpulas (formeros). Los arcos tienen un resalto en su perfil o intradós. En las columnas, para recibir a estos arcos, también se han generado resaltos en los vértices. Adicionalmente, en cada uno de estos vértices se ubican columnas menores de sección circular que culminan en el capitel. Por registros fotográficos, se sabe que estos resaltos sirvieron para montar cimbras de madera mientras duró la construcción.

#### Cimientos
La cimentación es de mampostería de piedra de río, con mortero de cal y arena. La profundidad de los cimientos y de las columnas de las Naves del edificio se supone que es de más o menos siete metros, por el nivel del piso de la Cripta. En las Torres, los cimientos llegan a una profundidad de cuatro metros. Esto se comprobó en mayo de 1972, por la excavación realizada por el arquitecto Ramírez, cuando se realizaban pruebas del terreno. Esta falta de una cimentación más completa fue una de las razones por las que la fachada principal no se completó.

#### Muros
Debido al desnivel del terreno sobre el cual se asentó la Catedral, existe un zócalo sobre los cimientos de la misma, con la finalidad de igualar los basamentos del edificio. Este zócalo fue construido a base de una sillería de mármol tallado, que termina con un bisel para adherirse a la pared. Así, los grandes muros de la Catedral están elaborados con un relleno de mampostería de piedra de río, con mortero de cal y arena. Estos están cubiertos con paredes de ladrillo, igualmente con un mortero de cal y arena.
En cuanto al espesor de los muros, este varía, pues los más anchos tienen cuatro metros (los de las Torres), seguidos los de 1,40 metros (muros exteriores de las Naves), y finalmente los más angostos de un metro (exteriores de la Vivienda).

#### Cúpulas
Existen dos tipos de cúpulas:
- Bajas: constituidas por cascarones esféricos, asentados directamente sobre los arcos.[2]
- Altas: vinculadas o asentadas sobre los arcos por medio de cuatro triángulos esféricos (denominados pechinas). Sobre estas pechinas se asienta un anillo, desde el cual se genera un cilindro (llamado tambor) que está coronado por una bóveda peraltada. En la cúspide de la cúpula, se encuentra la Linterna, de concepción arquitectónica renacentista.[2]

#### Materiales
La construcción tiene una variedad de materiales. La mayoría son propios de la región sierra y de la ciudad. Otros materiales fueron traídos desde Europa. A continuación se presenta un levantamiento de los elementos con sus respectivos materiales:
- Cimientos: mampostería de piedra con mortero de cal.
- Paredes: mampostería de ladrillo con mortero de cal.
- Pisos: mármol, baldosa y madera.
- Cubierta: cascarones de ladrillo con mortero de cal.
- Bajantes: ductos formados en los muros de los ladrillos.
- Enlucidos: solamente al interior, con lechada de cal.
- Cielo raso: empastado y pintado, falso de yeso.
- Escaleras: ladrillo con mortero de cal.
- Estructura: constituida básicamente por columnas y arcos.
- Columnas: mampostería de ladrillo con mortero de cal.
- Arcos: ladrillo y mortero de cal.
- Puertas: hierro y madera.
- Ventanas: madera, metal y vidrio decorado.
- Molduras decorativas: ladrillo, yeso, cerámica y mármol.[2]

#### Instalaciones
El templo está dotado de las siguientes instalaciones:
- Sanitarias: sistema de agua potable y canalización de aguas servidas.
- Eléctricas: sistema de iluminación y tomas de fuerza.
- Especiales: sistema de amplificación acústica.[2]

Todas estas instalaciones están conducidas por sistemas independientes de ductos subterráneos bajo el piso. Aquí se ubican pozos de revisión para su control y mantenimiento. Además, existen cajetines de control para la parte eléctrica y de agua potable ubicados en las paredes de las Naves.

## Mantenimiento
Se han presentado problemas de fisuras en algunos elementos:
- En varios de los arcos a lo largo del edificio se han presentado fisuras. La más importante se abrió en la primera cúpula alta después de las Torres. Aquí existió una fisura que medía varios centímetro, y al llover, filtraba agua. Sin embargo, esto se arregló cubriéndola con una pasta de cemento. Por consejo de los ingenieros José Chacón Toral y Rafael Carrasco, se señaló el área de dicha fisura para un seguimiento continuo de la misma, aunque no ha progresado.[2]
- Sobre la clave del arco, área que cubre el rosetón de la fachada principal. Según el arquitecto Ramírez, esta fue causada por fallas en la construcción de la Catedral. Cuando se hicieron los respectivos arreglos en el área, se reforzó el interior de la fisura, pero no el exterior.[2] Otra causa aparente sería que esta fisura es consecuencia de un fuerte sismo ocurrido en el año de 1970.

Se ha especulado sobre las causas de estos problemas, y se cree que es por problemas en el terreno del edificio, pues este no soporta la carga de los muros. Con base en esto, en 1972, se realizaron estudios geológicos de dicho terreno de cimentación y capacidad de carga, por los ingenieros Marco T. Erazo V. y Edmundo Cueva C. Estos estudios se realizaron en una calicata de cinco metros de profundidad, excavada al pie de la Torre Sur, cuyas cimentaciones están a cuatro metros. Se obtuvieron los siguientes resultados:
- Se presume que el terreno tiene una capacidad de soporte de hasta 4 kg/cm2.[2]

Además, en períodos de seis meses se realizan trabajos de limpieza general de las cubiertas, ya que se acumulan grandes cantidades de basura (plástico, papel, tierra, vegetales, etc.) y esto tapona los canales y bajantes de aguas pluviales, lo que produce filtraciones.